# Longistigma
Longistigma är ett släkte av insekter. Longistigma ingår i familjen långrörsbladlöss.
Kladogram enligt Catalogue of Life:
| Longistigma | \| \| Longistigma caryae \| \| \| \| \| \| Longistigma liquidambarus \| \| \| \| \| \| Longistigma xizangensis \| \| \| \| |
|             | \| \| Longistigma caryae \| \| \| \| \| \| Longistigma liquidambarus \| \| \| \| \| \| Longistigma xizangensis \| \| \| \| |
|             | Longistigma caryae |
|             | |
|             | Longistigma liquidambarus                                                                                                  |
|             | |
|             | Longistigma xizangensis |
|             | |